# Гарсия Торрес, Франсиско Хосе
Франси́ско Хосе́ Гарси́я То́ррес, более известный как Фран Гарси́я (исп. Francisco José 'Fran' García Torres, испанское произношение: [franˈ ɣaɾˈθi.a]; род. 14 августа 1999, Боланьос-де-Калатрава, Кастилия-Ла-Манча) — испанский футболист, левый защитник клуба «Реал Мадрид».

## Клубная карьера
Гарсия начинал карьеру в клубе «Боланьос» из своего родного города. В 2013 году он вошёл в систему мадридского «Реала». В сезоне 2018/19 защитник был переведён из юношеской команды в «Кастилью». 9 сентября 2018 года он провёл за неё первый матч в Сегунде B, заменив Хорхе де Фрутоса на 65-й минуте встречи с «Унион Адарве». 6 декабря Гарсия сыграл свою единственную игру в составе взрослой команды «Реала»: в матче 1/16 финала Кубка Испании против «Мелильи» он вышел на замену на 46-й минуте вместо Дани Карвахаля. В составе «Кастильи» защитник провёл два сезона, сыграв в 57 встречах третьей испанской лиги.
В сезоне 2020/21 Гарсия был арендован клубом Сегунды «Райо Вальекано». Он внёс свой вклад в возвращение клуба в Примеру, приняв участие в 39 матчах. В следующем сезоне «Райо Вальекано» выкупил защитника у «Реала». Гарсия дебютировал в чемпионате Испании 15 августа 2021 года в игре с «Севильей». В сезоне 2022/23 провёл 40 игр и забил 2 гола. Летом 2023 года Фран Гарсия вернулся из «Райо Вальекано» в «Реал Мадрид».

## Карьера в сборной
В 2014—2018 годах Гарсия представлял Испанию на юношеском уровне. В составе сборной Испании до 17 лет он принимал участие на чемпионате Европы 2016, проходившем в Азербайджане. Гарсия провёл там 5 встреч, а его команда в итоге стала финалистом турнира. Суммарно защитник отыграл 22 матча и забил 4 гола за юношеские сборные. В 2020 году провёл одну игру в составе молодёжной сборной Испании.

## Личная жизнь
Гарсия является двоюродным братом Коке — известного испанского футболиста, выступающего за «Атлетико Мадрид» и национальную сборную Испании.